# Maryn I
Maryn I, Marynus I lub Marcin II (łac. w zależności od przyjętej wersji imienia: Marinus I albo Martinus II, ur. w Gallese, zm. 15 maja 884) – papież w okresie od 16 grudnia 882 do 15 maja 884.

## Błąd w imieniu
W związku z faktem, że w średniowieczu wiele katalogów przekręcało imię papież: Maryna I (na „Marcin II”) i Maryna II (na „Marcin III”), kolejni papieże, którzy przyjęli imię Marcin zachowywali błędną numerację (Marcin IV powinien w rzeczywistości nazywać się Marcinem II, a Marcin V Marcinem III).

## Życiorys
Maryn urodził się w Gallese jako syn kapłana Palumbiusza z Toskanii.
Został wyświęcony na diakona przez papieża Mikołaja I. Brał udział w VIII Soborze Powszechnym w Konstantynopolu jako jeden z legatów papieża Hadriana II. Został archidiakonem i skarbnikiem Kościoła rzymskiego, a następnie został konsekrowany na biskupa Caere w Etrurii. Jego poprzednik Jan VIII wysyłał go na trudne misje: w 880 roku do Karola Grubego, a w 882 roku do biskupa Neapolu Anatazego.

### Pontyfikat
Po zabójstwie papieża Jana VIII, Maryn został wybrany papieżem jako biskup innej diecezji po raz pierwszy w dziejach Kościoła rzymskokatolickiego. Nie poinformował od razu o swoim wyborze cesarza Franków, lecz gdy tylko przybył on do Italii, papież spotkał się z nim niedaleko Modeny.
Jako papież utrzymywał przyjazne kontakty z cesarzem Karolem III Grubym (881–888) i Alfredem Wielkim (871–899) królem Wessexu, a także przebaczył Formozusowi z Porto spiskowanie przeciwko Janowi VIII i przywrócił go na stolicę biskupią.
Maryn I zmarł w Rzymie i został pochowany w bazylice św. Piotra.